# كييتا سوغابي
كييتا سوغابي (باليابانية: 曽我部 慶太) (2 يوليو 1988 في أماغاساكي في اليابان – )؛ هو لاعب كرة قدم ياباني سابق كان يلعب كلاعب وسط.

## وصلات خارجية
- كييتا سوغابي على موقع رابطة كرة القدم اليابانية للمحترفين (اليابانية)
- كييتا سوغابي على موقع قاعدة بيانات كرة القدم.إي يو (الإنجليزية)
- كييتا سوغابي على موقع عالم كرة القدم.نت (الإنجليزية)